# Княжество Гуши
Княжество Гуши — княжество на просторах Азии, правопреемник княжества Чеши.

## История

### Первые сведенья
Первые свидетельства о княжестве Гуши связано с вторжением Ханьских войск, вызванным грабежем ханьских послов Княжествами Гуши и Лоулань.
«В маленьких царствах Лоулань и Гуши, когда дорога пустела, грабили ханьских послов. Ван Хуй и другие особенно [пострадали). Да и отборные отряды сюннуских войск то и дело нападали на послов [направлявшихся] в западные царства. Послы наперебой уверяли, что эти иноземные царства страдают от засухи и [хотя] все имеют поселения со стенами, но войска слабые и их легко разбить. Поэтому Сын Неба послал бывшего Цунпяо-хоу Чжао Пону во главе конницы из шу 20 и войск из цзюней (общим числом) в несколько десятков тысяч [человек) напасть на хусцев у р. Сюнхәшуйв. Но хусцы ушли (не вступив в сражение). В следующем году (он) напал на Гуши. [Но] сначала Пону (с отрядом) легкой конницы в 700 человек дошел до Лоулань, взял в плен ее правителя, а затем разгромил Гуши. Вследствие этого поднялся престиж [ханьских) войск и были поставлены в затруднительное положение Усунь и Давань. По возвращении домой Пону был пожалован титулом Чжое-хоу. Ван Хуй, ходивший неоднократно послом и терпевший притеснения в Лоулань, говорил [об этом) Сыну Неба. [Когда] Сын Неба поднял войска (против Лоулань), то приказал [Ван] Хую помочь Пону разгромить ее. Пожалован титулом Хао-хоу. После этого ряд сторожевых вышек и укреплений довели от Цзюцюаня до Юймэнь» [ШЦ, гл. 123, с. 3171-3172].
Когда и где это произошло, а также какой дорогой на запад находились эти два царства. Некоторые ответы на эти вопросы содержатся в комментариях Сюй Гуана, который в своём комментарии к «Ши цзи» указал, что Чжао Пону был присвоен титул Чжое-хоу в 3 году эпохи Юань-фэн (108 г. до н. э.), и что Гуши является тем же, что и Чеши. Это утверждение было повторено Чжаном Шоуцзе в VIII веке. Современные историки, исходя из идентификации Гуши и Чеши, ссылаясь на данные «Хань шу», локализуемые в районе Турфана, пришли к выводу, что Хань уже тогда контролировала этот регион, и, следовательно, ей был доступен не только путь через Пикинь-Лунь, но и через Восточный Туркестан в Среднюю Азию. Необходимо проанализировать данные «Ши цзи» и «Хань шу», чтобы подтвердить или опровергнуть этот важный вывод для понимания истории того времени.
Согласно Ши цзи, поход Чжао Пону на царства Лоулань и Гуши состоялся через два года после его экспедиции к реке Сюнхэшуй, то есть в 109 году до н. э. Это согласуется с информацией о том, что спустя шесть лет после разгрома Лоулань и Гуши Чжао Пону предпринял поход против сюнну, потерпел поражение и попал в плен. Дата этого события — 2-й год Тай-чу (103 год до н. э.) — указывает на то, что поход на Лоулань и Гуши действительно произошел в 109 году до н. э.
Временные рамки похода уточняются также титулованием Чжао Пону и Ван Хуя, которое произошло в 1-й луне 3-го года Юань-фэн (начало 108 года до н. э.). Поскольку правление императора начиналось с 10-й луны календарного года, можно предположить, что экспедиция проходила осенью 109 года до н. э.
Из Ши цзи следует, что царства Лоулань и Гуши находились на одном караванном пути, ведущем из Хань к западным землям. Чжан Цянь упоминает, что оба царства располагались у озера Яньцзэ (Лобнор). Местонахождение Лоулань, позже переименованного в Шаньшань, к югу от Лобнора по прикуньлуньскому пути сомнений не вызывает. Эти данные позволяют заключить, что Гуши также располагалось на этом пути.
Дополнительные сведения подтверждают это. Описание пути ханьского посла из Аньси указывает, что Гуши находилось к востоку от Давань (Фергана), на том же пути, что и Юйми. По данным Хань шу, Юйми было крупнейшим из царств, расположенных по южной дороге, и находилось в районе оазиса Керия.
Согласно описанию похода Чжао Пону, сначала было атаковано Лоулань, а затем — Гуши. Таким образом, Лоулань располагалось ближе к Хань, а Гуши — западнее. После разгрома царство Гуши, вероятно, исчезло, возможно, будучи поглощенным Лоулань.
Сыма Цянь описывает Лоулань и Гуши как маленькие царства. Если бы Гуши простиралось от Лобнора до Чеши (Турфан), оно было бы крупнейшим в регионе, что противоречит описаниям и масштабу похода Чжао Пону. В таких условиях маловероятно, что отряд из 700 всадников смог бы легко победить столь большое царство.
Таким образом, сведения из Ши цзи не подтверждают идентификацию Гуши с Чеши. Последнее, согласно материалам I века до н. э., находилось на притяньшаньском пути. Ошибочная идентификация могла быть основана на интерпретации Хань шу, где Гуши упоминается в контексте охраны южной дороги.
В тексте Бань Гу (Хань шу) описывается, как во время правления Сюань-ди вэй-сыма был отправлен охранять царства к западу от Шаньшань, включая разгромленное Гуши. Для этого он покинул район двух Чеши и шести царств, лежащих по северной дороге.
Из описания биографии Чжэн Цзи ясно, что он сначала действовал в районе Цюйли и Чеши, а затем был направлен охранять южную дорогу. Сведения о Гуши, вероятно, включены Бань Гу из материалов Сыма Цяня. Ошибочная интерпретация термина «фэнь» как «разделение» привела к предположению, что Гуши разделилось на два Чеши. Однако это не подтверждается источниками.
Идентификация Гуши с Чеши не имеет оснований. Царство Гуши располагалось к западу от Лоулань, на прикуньлуньской дороге, и исчезло после разгрома в 109 году до н. э. Притяньшаньский путь оставался недоступным для ханьцев до конца II века до н. э.
После похода Чжао Пону Хань начала строительство укреплений к западу от Цзюцюаня до Юймэнь. Эти работы подтверждают, что к 109 году до н. э. Цзюцюань уже был построен, а Юймэнь и Дуньхуан только закладывались.

### Конфликт с пересечением Гуши
Ранее рассмотренные данные из «Повествования о Давани» в «Ши цзи» последовательно указывали, что связи Хань с северо-западными царствами осуществлялись через прикуньлуньский путь. Сначала по этому пути отправился Чжан Цянь, а затем другие послы. Они передвигались по южной дороге, проходящей через Юйтянь (Хотан), Юйми (Керия), Гуши и Лоулань (Чарклык). При этом ханьские послы сталкивались с трудностями у реки Яньшуй (р. Черчен). Ни одно из царств или географических объектов, расположенных вдоль притяньшаньского пути, в этих описаниях не упоминается. Первый поход на Давань под руководством Ли Гуанли также проходил по прикуньлуньскому пути, его войско переправлялось через реку Яньшуй. Этот факт позволяет предположить, что во второй раз он выбрал уже известный ему маршрут.
Кроме того, имеются свидетельства о недоступности притяньшаньского пути для ханьцев в то время. Например, в описании похода Чжао Пону в 109 году до н.э. на Лоулань и Гуши упоминаются нападения элитных отрядов сюннусской конницы на ханьских послов в районе этих царств. В 104 году до н.э. даваньская знать также отмечала нападения сюнну на ханьских послов к северу от реки Яньшуй. В «Повествовании о Сюнну» за 105 год до н.э. сообщается, что западная часть сюнну находилась к северу от Дуньхуана и Цзюцюаня. Это подтверждается нападением сюнну на Чжанъе и Цзюцюань в 102 году до н.э. Таким образом, территории к северу от Ганьсуского коридора и западнее, включая земли к северу от реки Черчен, находились под контролем сюнну. Именно через эти территории проходил выход на притяньшаньский путь.
О том, что такая ситуация сохранилась и после завершения даваньской войны, свидетельствует заключительное сообщение Сыма Цяня в «Повествовании о Давани». В нем говорится, что Хань:
> ...послала Цзюцюань-дувэя в Дуньхуан создать к западу от него до реки Яньшуй цепь сторожевых вышек, а в [бывшем царстве] Луньтоу — военно-земледельческое поселение численностью в несколько сотен человек. Были назначены чиновники для охраны поселения и запасов хлеба, предназначенных для снабжения послов, отправлявшихся в иностранные царства [ШЦ, гл. 123, с. 3179].